# فینچلی
longitudeفینچلیlatitudeفینچلی
فینچلی (به انگلیسی: Finchley) یک شهرک در بریتانیا است که در انگلستان واقع شده‌است.

## نگارخانه

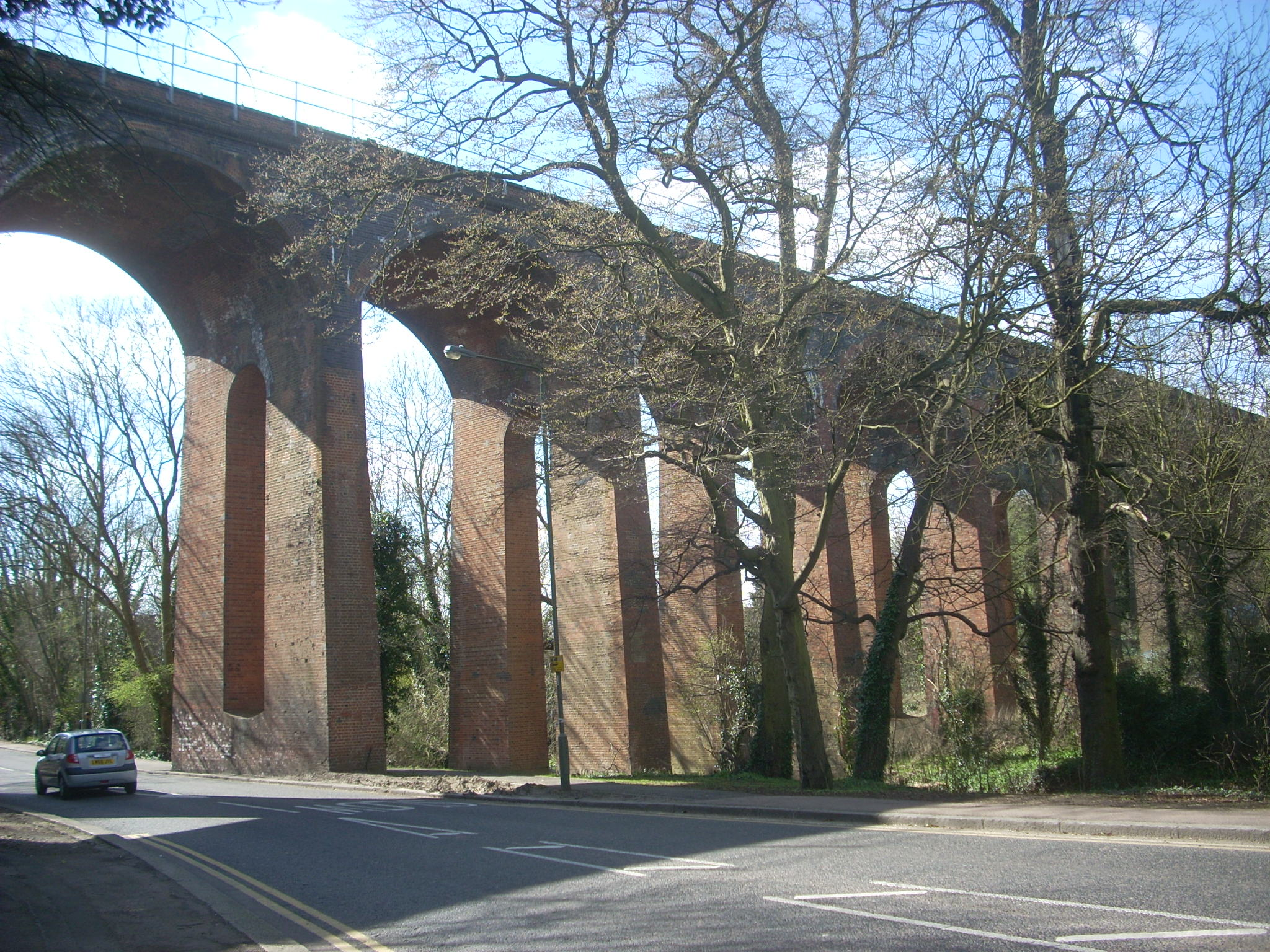
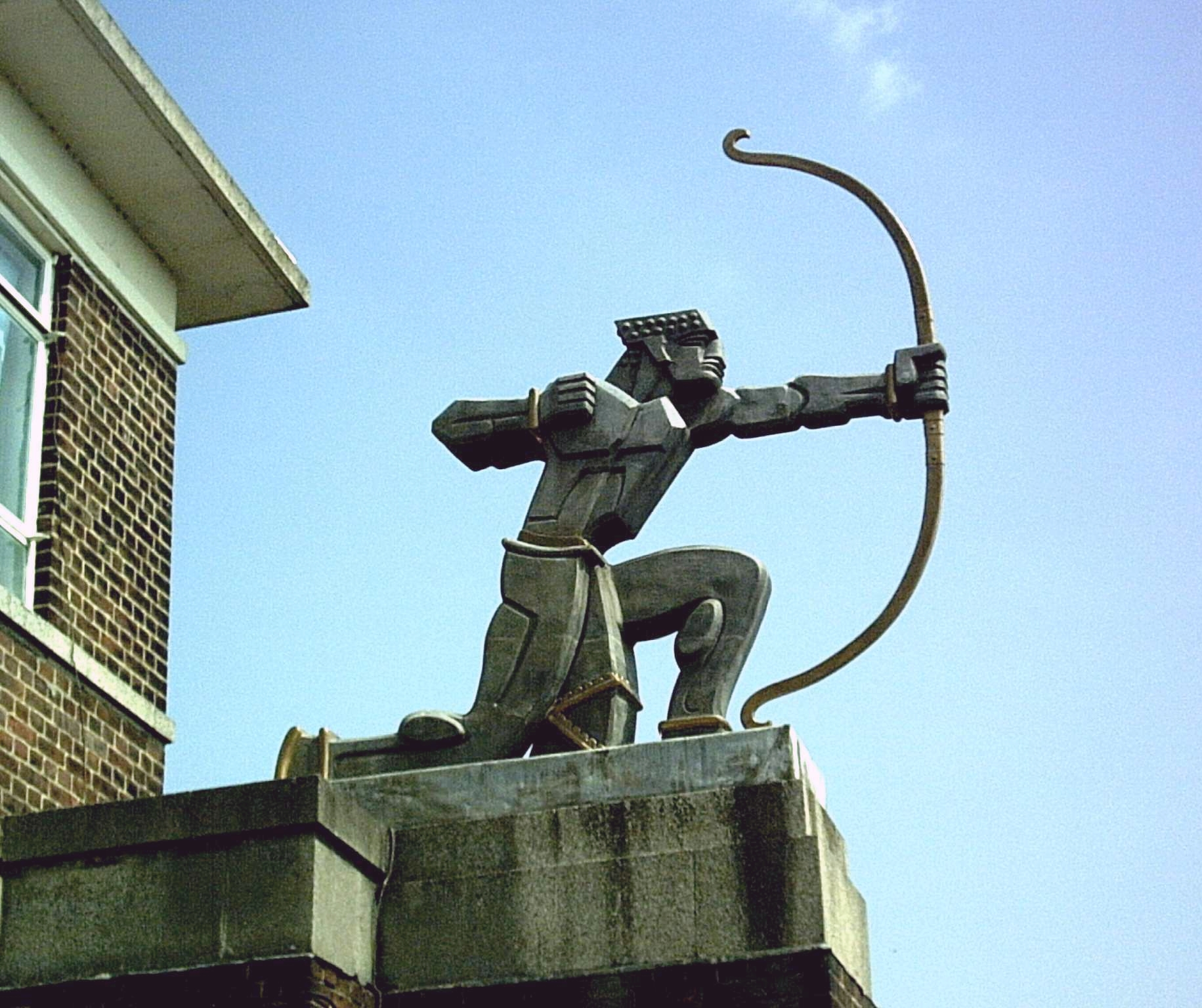
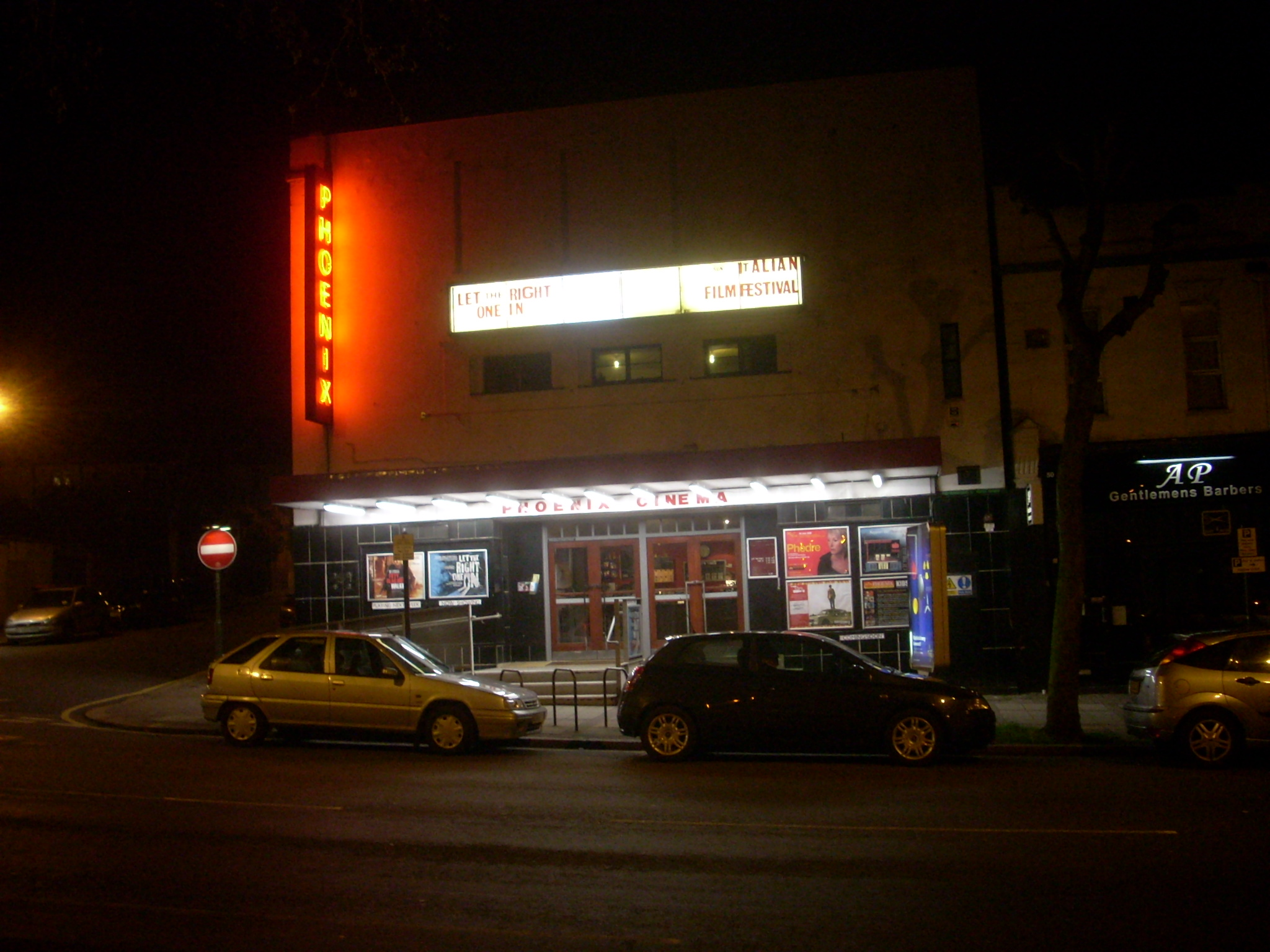
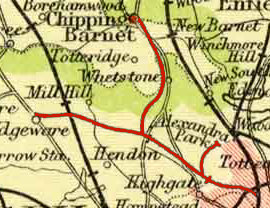